# Alexandre Delpérier
Pour les articles homonymes, voir Delpérier.
Alexandre Delpérier, né le 17 novembre 1967 à Bergerac, est un journaliste sportif, animateur de radio et de télévision français.

## Parcours

### Presse écrite
Alexandre Delpérier réalise des interviews de sportifs pour TV Magazine et tient une chronique avant chaque Grand Prix de Formule 1.
Depuis juin 2009, on peut retrouver Alexandre Delpérier dans l'hebdomadaire sportif gratuit du groupe Bolloré Direct Sport pour l'Interview cash.

### Radio
Il s'essaye aussi à la radio, de 1991 à 1998, il collabore avec le groupe NRJ, pour présenter des flashs d'information sur NRJ et Chérie FM.
En janvier 2001, il rejoint RMC en pleine reconstruction par Alain Weill, ex-directeur général du groupe NRJ. Il anime le sport du week-end. Puis en septembre, il succède à Christophe Pacaud parti sur RTL pour l'animation de RMC Sport et de l'Intégrale Foot en semaine. Il commente également les Grands Prix de Formule 1 avec l'ancien pilote Patrick Tambay et Stéphane Samson (2002, 2003 et 2004), puis Julien Fébreau (2005, 2006, 2007 et 2008),.
Entre septembre 2002 et août 2007, il présente DKP, une émission qui partage sport et « humour », du lundi au vendredi de 21 h à 23 h, puis de 20 h 30 à 23 h et enfin de 16 h à 18 h, en compagnie de Guy Kédia et de Sarah Pitkowski (2002-2004) remplacée ensuite par Frédérique Bangué (2004-2006) et Alessandra Bianchi (2006-2007).
En juillet 2003, il coprésente l'émission consacrée aux médias, de 12h à 14h, au côté d'Emmanuelle Gaume, en remplacement de Jean-Marc Morandini que la station avait licencié quelques semaines plus tôt.
Lors de la rentrée de 2007, il décide d'arrêter l'animation de DKP afin de se consacrer au journalisme sportif. Il présente alors les soirées football (Intégrale Foot) ainsi que l'After Foot du lundi au vendredi entre 22h et minuit avec Daniel Riolo sur RMC.
En juillet 2008, il rejoint Europe 1 pour animer du lundi au jeudi Europe 1 Foot et le Club Sports Europe 1. Il commente également le championnat du monde de Formule 1 2009 toujours avec Julien Fébreau accompagné de Dominique Bressot et des analyses d'Alain Prost.
En mars 2010, Arnaud Hermant du Parisien révèle la diffusion sur Europe 1 d'une interview qu'il aurait présenté en partie comme un entretien exclusif de Raymond Domenech et de Thierry Henry, alors qu'il s'agissait d'une conférence de presse. Cet article aura pour conséquence la mise à pied par sa direction, il présentera quelques jours plus tard sa démission et quittera la station.
Durant la coupe du monde de football 2010, Alexandre Delpérier rejoint la webradio Radio Mondial diffusée sur les sites internet de Goom Radio et de Direct 8 où il anime le Alexandre Delpérier Show de 18h à 20h.
Le 11 juin 2013, il devient pour la première fois chroniqueur dans l'émission On va s'gêner de Laurent Ruquier sur Europe 1.

### Télévision
En 1989, Alexandre Delpérier fait ses débuts sur Antenne 2 en tant que stagiaire d’observation au service de sports grâce à Sophie Davant mais il affirme « avoir appris son métier sur le tas », sans passer par une école de journalisme. À l’écran, Alexandre Delpérier effectue réellement ses débuts en tant qu’animateur sur Antenne 2 dans des émissions pour la jeunesse, puis enchaîne avec des courtes séquences d’humour intitulées Tout tout rire.
Il quitte ensuite le service public et rejoint TF1, où il présente Des Copains en or (une version pour enfants d'Une famille en or) chaque mercredi lors de l'été 1995. Puis en 1996, après l'accident de moto d'Alexandre Debanne, il devient coprésentateur de Vidéo Gag jusqu'en 2000 en compagnie de Bernard Montiel. D'octobre 1997 à mai 1998, il est l'animateur du jeu quotidien Touché, gagné en remplacement d'Olivier Chiabodo, à la suite des accusations de tricherie dans le jeu Intervilles portées contre ce dernier.
En novembre 2000, Alexandre Delpérier choisit de partir sur M6. Il animera le jeu Mission : 1 million mais l'émission est supprimée deux semaines plus tard, faute d'audience. En janvier 2001, il devient animateur de Qui décide ?, un magazine hebdomadaire de sept minutes lié à la vie quotidienne.
De septembre 2002 à décembre 2007, il coprésente une des émissions matinales de M6, Star Six Music, aux côtés de Nathalie Vincent (2002-2003) puis avec Julienne Bertaux (2003-2004), Lorène Cazals (2004-2006) et Karine Ferri (2006-2007).
À partir de 2005, il devient homme de terrain lors des rencontres de football diffusés par M6, notamment celles de la Coupe de l'UEFA ou de la Coupe Intertoto.
En août 2008, il quitte également M6 pour devenir le spécialiste en sport automobile de Direct 8, en commentant les épreuves du championnat du monde des rallyes et de la Superleague Formula (avec Paul Belmondo). Par la suite, il deviendra commentateur des matchs de football diffusés sur Direct 8 : Copa Libertadores 2009 (avec Omar da Fonseca), Trophée des champions 2009 (avec Éric Roy), Équipe de France espoirs et Équipe de France des moins de 19 ans (avec Vincent Guérin), Équipe de France féminine et Ligue des champions féminine (avec Sandrine Roux).
Lors de l'été 2009, il présente chaque vendredi en première partie de soirée, Vendredi Catch, avec Célian Varini. À la rentrée 2009, il succède à Patrice Laffont pour l'animation de Direct Poker.
En 2010, il signe un contrat d'exclusivité avec Direct 8 et devient ainsi le Monsieur sport de la chaîne en commentant aussi les rencontres de boxe (avec Mahyar Monshipour, Saïd Taghmaoui et Bertrand-Régis Louvet du Parisien) et les matchs de rugby à XV (avec Éric Blanc).
Depuis le 3 avril 2010, Alexandre Delpérier anime Autosport, un programme court de 6 minutes consacré à l'actualité du sport automobile diffusé chaque samedi à 19h30.
Du 23 avril au 29 mai 2011, il devient animateur d'Objectif Champion chaque samedi de 18h à 18h30, aux côtés de Cécile de Ménibus avec Bruno Godard, Jean-Baptiste Bagaria (Direct 8) et Aurélien Canot (Sport365.fr).
Du 22 octobre au 24 décembre 2012, Alexandre Delpérier anime Amazing Race sur D8 qui remplace Direct 8.
Il remplace également Grégory Galiffi à la présentation de Direct Auto pendant ses absences sur la même chaîne.
À la rentrée 2013, Alexandre Delpérier rejoint la chaîne d'information sportive en continu Sport365 pour y animer l'Access 365 du lundi au jeudi de 18h à 19h.
Le 28 mai 2016, il commente la finale de la Ligue des champions entre le Real Madrid et l'Atlético de Madrid en direct sur C8 en compagnie d'Alain Roche. Ils ne sont pas reconduits l'année suivante laissant la place aux commentateurs de la chaîne sœur Canal+. Il commente aussi le grand-prix de Monaco de Formule 1 en 2017 aux côtés de Jean-Éric Vergne et quelques courses de la Formule E jusqu'en 2018 aux côtés de Renaud Derlot.
Depuis 2019, Alexandre Delpérier présente une émission sur Sport en France, La victoire est en elles, consacrée au sport féminin.

### Internet
Il anime à l'occasion des 24 Heures du Mans 2011 la Web TV de l'équipe Peugeot Sport.
Depuis septembre 2012, Alexandre Delpérier écrit des chroniques dans Yahoo! Foot Le Blog à Yahoo!. Il anime également Yahoo! Foot L'Émission chaque lundi sur le site internet éponyme avec les chroniqueurs, Denis Balbir, Pascal Praud et Jérome Rothen. En décembre 2013, il prend les rênes de Yahoo Sport France pour développer le contenu sportif sur le portail en France. En mai 2015, il est nommé directeur des programmes, de l'info et des contenus de Yahoo France.

### Production
En janvier 2011, il monte sa propre société de production, spécialisée dans la réalisation de programmes de sport, notamment pour le Web.